# Cartulario de Hemming
El Cartulario de Hemming  es un manuscrito cartulario, colección de cartas y otros registros de tierras, recopilados por un monje llamado Hemming alrededor de la época de la conquista normanda de Inglaterra. El manuscrito comprende dos cartularios independientes que fueron realizados en diferentes momentos y luego unidos. El primero fue compuesto al final del siglo X o comienzo del XI. La segunda sección fue compilada por Hemming y fue escrita en torno al final del siglo XI o comienzos del XII. La primera sección, titulada tradicionalmente el Liber Wigorniensis, es una colección de documentos anglosajones y otros registros de tierras, la mayoría organizados geográficamente. La segunda sección, propiamente el Cartulario de Hemming, combina documentos y otros registros con una narración de la privación de las propiedades de la iglesia de Worcester.
Las dos obras fueron unidas en un único manuscrito superviviente, el cartulario más antiguo de la Inglaterra medieval. Un tema importante son las pérdidas sufridas por el clero de Worcester a manos de funcionarios reales y terratenientes locales. Entre los gobernantes que despojaron de tierras a la Iglesia destacan reyes como Canuto II de Dinamarca y Guillermo el conquistador, además de nobles, como Eadric Streona y Urse d'Abetot. También se incluyen registros de pleitos librados por los monjes de Worcester en un esfuerzo por recuperar sus tierras perdidas.
Las dos secciones del cartulario fueron impresos por primera vez en 1723. El manuscrito original, adquirido por Robert Bruce Cotton para su Biblioteca Cottoniana, fue ligeramente dañado por el incendio de 1731 en Ashburnhan House y requirió restauración. Se publicó una nueva edición impresa en 2010.